# (492280) 2013 XP24
(492280) 2013 XP24 es un asteroide perteneciente al cinturón interior de asteroides, descubierto el 29 de noviembre de 2013 por el equipo del Mount Lemmon Survey desde el Observatorio del Monte Lemmon, Arizona, Estados Unidos.

## Designación y nombre
Designado provisionalmente como 2013 XP24.

## Características orbitales
2013 XP24 está situado a una distancia media del Sol de 1,887 ua, pudiendo alejarse hasta 1,990 ua y acercarse hasta 1,785 ua. Su excentricidad es 0,054 y la inclinación orbital 19,934 grados. Emplea 946,96 días en completar una órbita alrededor del Sol.

## Características físicas
La magnitud absoluta de 2013 XP24 es 18,19.